# Gnathostrangalia conspicua
Gnathostrangalia conspicua là một loài bọ cánh cứng trong họ Cerambycidae.